# Momoco
momoco（日语：、1月25日－）是一位日本的插畫家。北海道出身。主持著同人圈的。
2019年10月4日至同年10月23日，他首次舉辦的個展「espressivo」在表參道的「pixiv WAEN GALLERY」舉行。之後於2020年1月18日至同年2月23日，他在台灣也舉辦了一場個展。
2020年5月30日發行了畫集《momoco畫集 arietta》（玄光社）。該畫集包含了230幅插圖，包括原創作品、商業作品以及二次創作。
該作品在《這本輕小說真厲害！2022》（寶島社）的插畫師排名中獲得第10名。

## 作品

### 插圖

#### 輕小說
- 《問題兒童都來自異世界？》（著：龍之湖太郎）插圖
- 《不時輕聲地以俄語遮羞的鄰座艾莉同學》（著：燦燦SUN）插圖
- 《被學生威脅算是犯罪嗎？》（著：相樂總）插圖
- 《純白與黃金》（著：夏目純白）插圖

### 角色設計

#### 遊戲
- 《子彈少女幻想曲》
- 《企業☆女孩》等

#### 虛擬YouTuber
- NIJISANJI EN
- hololive「博衣小夜璃」[7]
- 彩虹社「五十嵐梨花」[8]
- 774 inc. [9]

## 腳註
1. ↑  . HMV&BOOKS.   [2024-01-26] （日语）.
2. ↑  . 神絵祭.   [2024-01-26]. （原始内容存档于2022-01-24） （日语）.
3. ↑  . pixiv WAEN GALLERY.   [2024-01-26]. （原始内容存档于2023-12-04） （日语）.
4. ↑  motocra. . KAI-YOU. 2019-12-18  [2024-01-26]. （原始内容存档于2023-04-24） （日语）.
5. ↑  ももこ [@momoco_haru].  (推文). 2020-05-30  [2024-01-26] –Twitter （日语）.
6. ↑  . ガジェット通信. 2020-08-24  [2024-01-26]. （原始内容存档于2022-01-24） （日语）.
7. ↑  日下弘樹. . GAME Watch. 2021-11-26  [2024-01-26]. （原始内容存档于2024-02-22） （日语）.
8. ↑  . プレスリリース・ニュースリリース配信シェアNo.1｜PR TIMES.   [2024-01-26]. （原始内容存档于2022-07-19） （日语）.
9. ↑  774inc_official的2023年12月16日的推文、. Retrieved 2024-04-15.

## 外部連結
- ももこ的X（前Twitter）
- ももこ的pixiv
- momoco’s Art （页面存档备份，存于）（日語）